# داستين جيفري
داستين جيفري هو لاعب هوكي الجليد كندي، ولد في 27 فبراير 1988 في سارنيا في كندا.

## وصلات خارجية
- داستين جيفري على موقع دوري الهوكي الوطني (الإنجليزية)
- داستين جيفري على موقع EliteProspects.com (الإنجليزية)
- داستين جيفري على موقع HockeyDB.com (الإنجليزية)
- داستين جيفري على موقع Hockey-Reference.com (الإنجليزية)